# Ectopimorpha scibilis
Ectopimorpha scibilis là một loài tò vò trong họ Ichneumonidae.